# 舞鶴市民の歌
「舞鶴市民の歌」（まいづるしみんのうた）は、日本の京都府舞鶴市が制定した市民歌である。作詞・塩尻歌灯、作曲・福本正。

## 解説
舞鶴市は舞鶴藩の城下町から発展した西舞鶴地域と明治以降に軍港が整備された東舞鶴地域が戦時下の1943年（昭和18年）に新設合併で成立した経緯がある。旧「四大軍港」を擁する他の3都市（横須賀市、呉市、佐世保市）がいずれも昭和初期に市歌を制定していたのに対し、舞鶴市では1930年（昭和5年）にご当地ソングとして「舞鶴行進曲」が作成されたものの1945年（昭和20年）に終戦を迎えるまでの間に公式な市歌は作成されなかった。
戦後になり市が主催する日本国憲法公布記念事業の一環として歌詞の懸賞募集が行われ、綾部市に居住していた塩尻歌灯（本名・塩尻秀雄）による応募作が入選した。制定日は1947年（昭和22年）6月21日で、制定意義は「平和産業港としての発展を表徴するもの」とされている。
歌詞と楽譜は1975年（昭和50年）刊の『舞鶴市史』各説編で巻頭に収められており、1981年（昭和56年）にはまいづる児童合唱団の斉唱を録音したシングル盤が製造された。市の公式サイトでは長らく紹介が無く、2013年（平成25年）に合併70周年を記念して作成されたイメージソング「My hometown 舞鶴 -このタカラモノを未来へ-」のみが掲載されていたが、2023年（令和5年）6月16日より「舞鶴市民の歌」の歌詞と楽譜、レコードからの試聴音源が追加された。